# شركة الطاقة النووية الهندية
شركة الطاقة النووية الهندية المحدودة هي شركة هندية تابعة للقطاع العام ومقرها في مومباي، ماهاراشترا. وهي مملوكة بالكامل من قبل حكومة الهند، وهي مسؤولة عن توليد الطاقة النووية لل كهرباء. يدار من قبل وزارة الطاقة الذرية الهندية.
تم إنشائها في سبتمبر 1987 بموجب قانون الشركات لعام 1956، «بهدف إجراء تصميم وبناء وتشغيل وصيانة محطات الطاقة الذرية لتوليد الكهرباء وفقًا لمخططات وبرامج حكومة الهند بموجب الحكم قانون الطاقة الذرية لعام 1962.» جميع محطات الطاقة النووية التي تديرها الشركة حاصلة على شهادة ISO-14001 (نظام إدارة البيئة).
كانت الجهة الوحيدة المسؤولة عن إنشاء وتشغيل محطات الطاقة النووية التجارية في الهند حتى إنشاء BHAVINI (Bharatiya Nabhikiya Vidyut Nigam) في أكتوبر 2003. اعتبارًا من 10 أغسطس 2012، كان لدى الشركة 21 مفاعلًا نوويًا تعمل في سبعة مواقع، بسعة إجمالية تبلغ 6780 ميجاوات.  بعد قرار الحكومة بالسماح للشركات الخاصة بتوفير الطاقة النووية، واجهت الشركة مشاكل مع الشركات الخاصة التي «سرقت» موظفيها.

## محطات نووية

### التشغيل
| وحدة                                                      | نوع  | القدرات (MWe) | منذ                           |
| --------------------------------------------------------- | ---- | ------------- | ----------------------------- |
| الصنابير-1 (تارابور، ماهاراشترا)                          | BWR  | 160           | 28 تشرين الأول / أكتوبر 1969  |
| الصنابير-2 (تارابور، ماهاراشترا)                          | BWR  | 160           | 28 تشرين الأول / أكتوبر 1969  |
| الصنابير-3 (تارابور، ماهاراشترا)                          | PHWR | 540           | 18 آب / أغسطس 2006            |
| الصنابير-4 (تارابور، ماهاراشترا)                          | PHWR | 540           | 15 أيلول / سبتمبر 2005        |
| ينتقد-1 (Rawatbhata ، راجستان)                            | PHWR | 100           | 16 كانون الأول / ديسمبر 1973  |
| ينتقد-2 (Rawatbhata ، راجستان)                            | PHWR | 200           | 1 نيسان / أبريل 1981          |
| ينتقد-3 (Rawatbhata ، راجستان)                            | PHWR | 220           | 1 حزيران / يونيه 2000         |
| ينتقد-4 (Rawatbhata ، راجستان)                            | PHWR | 220           | 23 كانون الأول / ديسمبر 2000  |
| ينتقد-5 (Rawatbhata ، راجستان)                            | PHWR | 220           | 4 شباط / فبراير 2010          |
| ينتقد-6 (Rawatbhata ، راجستان)                            | PHWR | 220           | 31 آذار / مارس 2010           |
| خرائط-1 (كالباكام، تاميل نادو)                            | PHWR | 220           | 27 كانون الثاني / يناير 1984  |
| خرائط-2 (كالباكام، تاميل نادو)                            | PHWR | 220           | 21 آذار / مارس 1986           |
| القيلولة-1 (Narora ، أتر برديش)                           | PHWR | 220           | 1 كانون الثاني / يناير 1991   |
| القيلولة-2 (Narora ، أتر برديش)                           | PHWR | 220           | 1 تموز / يوليه 1992           |
| KAPS-1 (Kakrapar ، غوجارات)                               | PHWR | 220           | 6 أيار / مايو 1993            |
| KAPS-2 (Kakrapar ، غوجارات)                               | PHWR | 220           | 1 أيلول / سبتمبر 1995         |
| KGS-1 (Kaiga ، كارناتاكا)                                 | PHWR | 220           | 6 تشرين الثاني / نوفمبر 2000  |
| 2-KGS (Kaiga ، كارناتاكا)                                 | PHWR | 220           | 6 أيار / مايو 2000            |
| KGS-3 (Kaiga ، كارناتاكا)                                 | PHWR | 220           | 6 أيار / مايو 2007            |
| KGS-4 (Kaiga ، كارناتاكا)                                 | PHWR | 220           | 27 تشرين الثاني / نوفمبر 2010 |
| KKNPP-1 (كودانكولام، تاميل نادو)                          | VVER | 1000          | 22 تشرين الأول / أكتوبر 2013  |
| والحزب التقدمي الوطني الكاريني-2 (كودانكولام، تاميل نادو) | VVER | 1000          | تموز / يوليه-2016             |
| إجمالي القدرة                                             |      | 6780          |                               |

### تحت التشيد
| وحدة تحت الإنشاء               | نوع  | القدرات (MWe) | التاريخ المتوقع |
| ------------------------------ | ---- | ------------- | --------------- |
| KAPS-3 (Kakrapar ، غوجارات)    | PHWR | 700           | 2018            |
| KAPS-4 (Kakrapar ، غوجارات)    | PHWR | 700           | 2019            |
| ينتقد-7 (Rawatbhata ، راجستان) | PHWR | 700           | 2018            |
| ينتقد-8 (Rawatbhata ، راجستان) | PHWR | 700           | 2019            |
| KKNPP-3                        | VVER | 1000          | [ 6 ]           |
| KKNPP-4                        | VVER | 1000          |                 |
| إجمالي القدرة                  |      | 4800          |                 |

### المقترح
| محطة توليد الكهرباء                    | اكتب  | سعة </br> (ميغاواط)     |
| -------------------------------------- | ----- | ----------------------- |
| Jaitapur في ولاية ماهاراشترا           | EPR   | 9900 (6 × 1650 ميجاوات) |
| جوراخبور في هاريانا                    | PHWR  | 2800 (4 × 700 ميجاوات)  |
| ميثي فيردي في غوجارات                  | LWR   | 6000 (6 × 1000 ميجاوات) |
| Kovvada في ولاية اندرا براديش          | ESBWR | 6000 (6 × 1000 ميجاوات) |
| تشوتكا في ولاية ماديا براديش           | PHWR  | 1400 (2 × 700 ميجاوات)  |
| بهيمبور، شيفبوري في ولاية ماديا براديش | PHWR  | 2800 (4 × 700 ميجاوات)  |
| السعة الاجمالية                        |       | 28900                   |

## روابط خارجية
- NPCIL صفحة الويب
- NPCIL Recruitment 2015